# Argostemma pictum
Argostemma pictum är en måreväxtart som beskrevs av Nathaniel Wallich. Argostemma pictum ingår i släktet Argostemma och familjen måreväxter. Inga underarter finns listade i Catalogue of Life.